# Raccolta differenziata

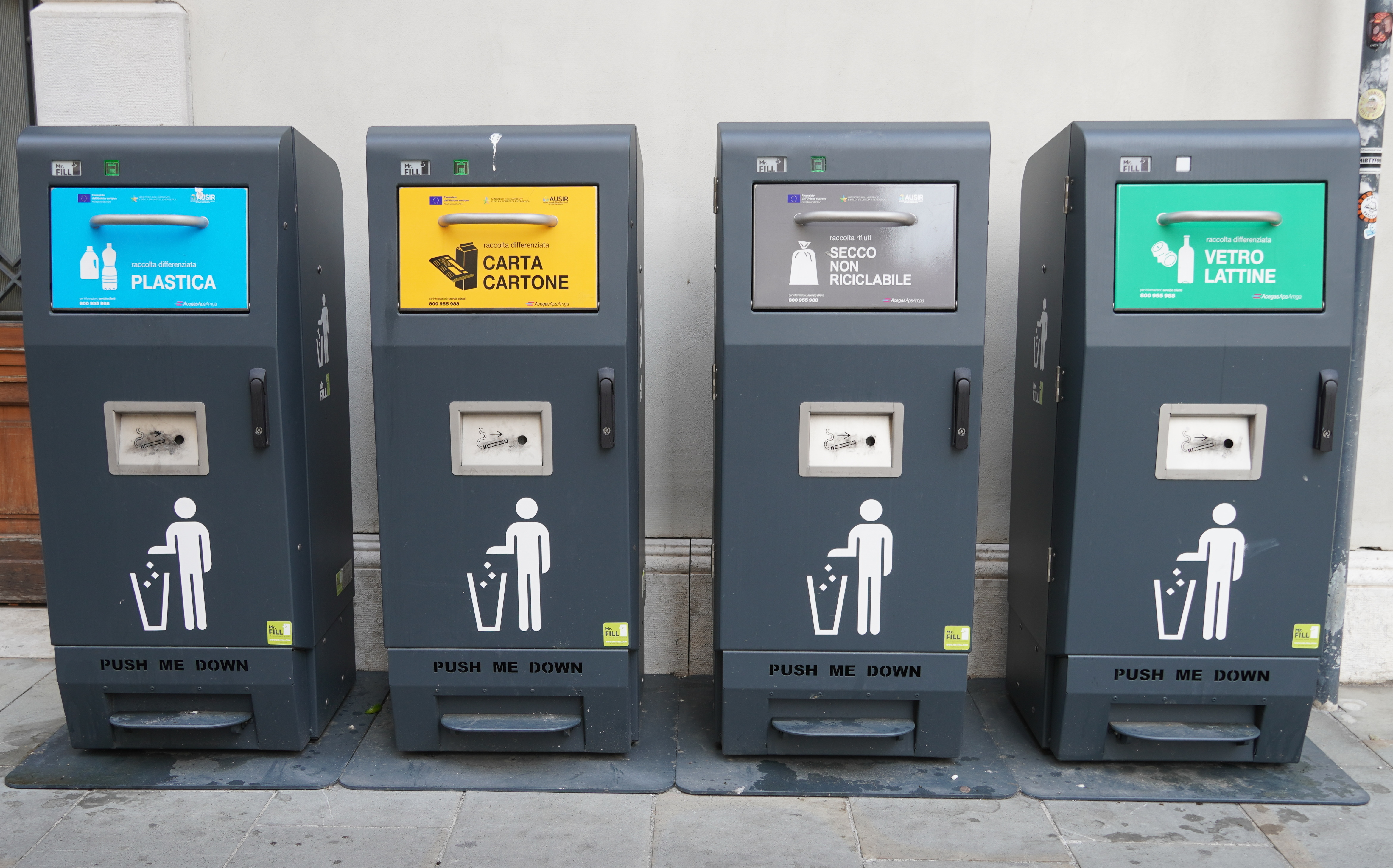
Contenitori per la raccolta differenziata a Trieste, in Italia

Nella gestione dei rifiuti, per raccolta differenziata si intende un sistema di suddivisione di rifiuti che prevede come primo passaggio una loro differenziazione da parte dei cittadini in base alla natura del singolo elemento o delle sue parti costitutive (es. vetro, carta, plastica, organico).

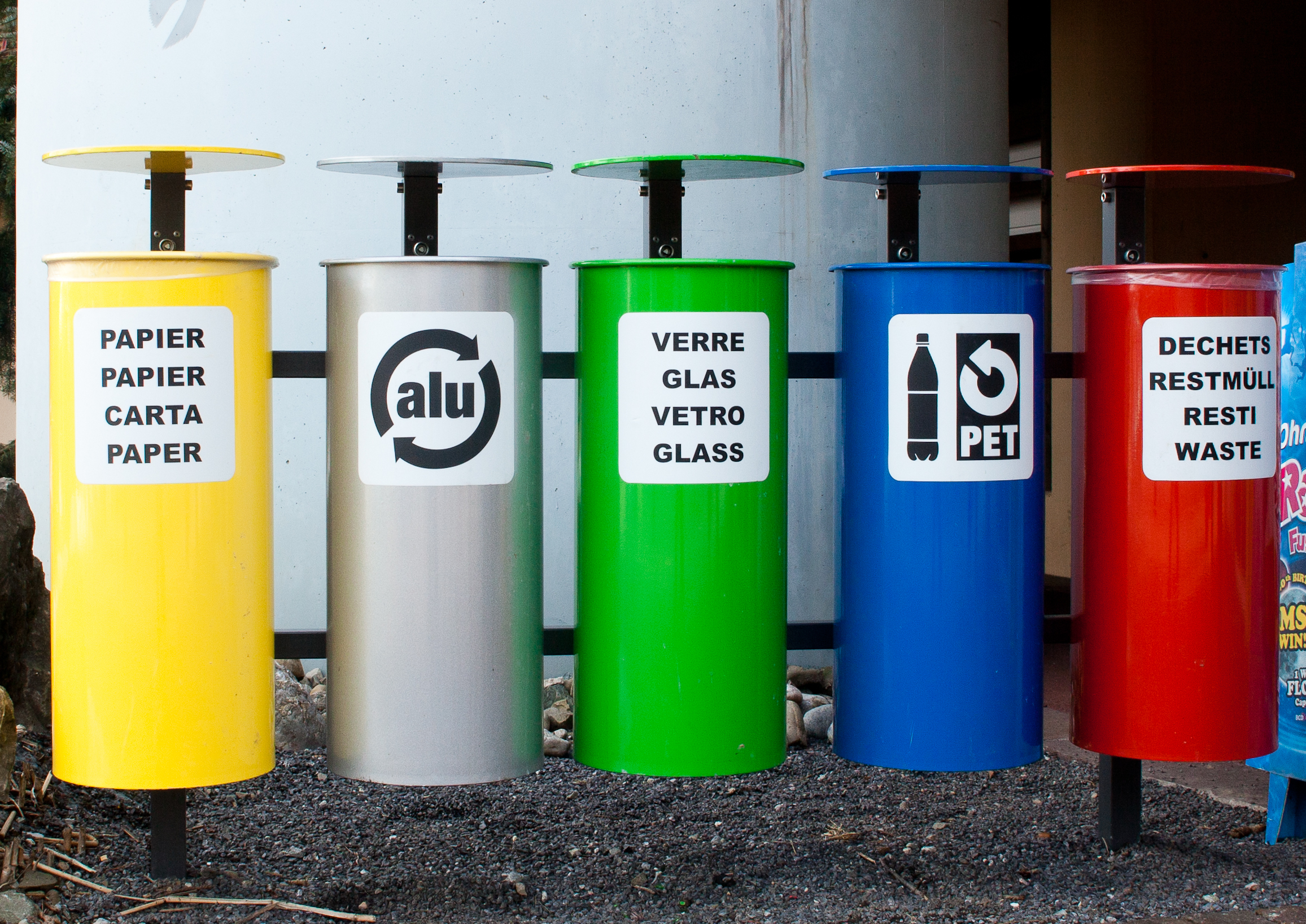
Contenitori della raccolta differenziata in Svizzera

Il fine ultimo è dunque la separazione dei rifiuti in modo tale da reindirizzare ciascun tipo di rifiuto differenziato verso il rispettivo trattamento di smaltimento o recupero. Esso va dallo stoccaggio nell'isola ecologica, all'incenerimento/termovalorizzazione per il residuo indifferenziato, al compostaggio per l'organico e al riciclo per il differenziato propriamente detto (carta, vetro, alluminio, acciaio, plastica, RAEE).
Per quanto detto la raccolta differenziata è propedeutica alla corretta e più avanzata gestione dei rifiuti costituendone di fatto la prima fase dell'intero processo, ma perde di senso in assenza di infrastrutture di recupero e riciclo post raccolta differenziata. Il corretto smaltimento della raccolta differenziata porta al riciclo dei rifiuti differenziabili col vantaggio di recupero di materie prime ed energia e minor prodotto finale destinato a inceneritori/termovalorizzatori e discariche.

## Descrizione

### Necessità della raccolta differenziata
I problemi ecologici e di difesa ambientale rendono sempre più difficile reperire aree per le discariche di tipo tradizionale, nelle quali immettere materiali di tutti i generi, indifferenziati, talvolta inquinanti (come medicinali, batterie, solventi, vernici, toner o RAEE) o più spesso utili come fonte di materie prime (come ad esempio acciaio, alluminio, carta, plastica, vetro, legno o tessuti), che per questo vengono mandati nelle isole ecologiche per essere recuperati o smaltiti in sicurezza.
Il riciclaggio dei rifiuti, oltre a risolvere il problema delle discariche, consente dunque importanti risparmi di energia e di materie prime (per esempio la produzione di 1 t di carta riciclata richiede circa 400000 L d'acqua e 5000 kWh in meno di una stessa quantità di carta nuova – oltre a risparmiare 15 alberi).
Anche il conferimento in discarica tradizionale dell'umido risulta uno spreco, poiché può essere utilizzato per produrre compost.
La composizione media dei rifiuti è un dato difficile da stabilire in quanto varia con la zona, la ricchezza e la cultura del cittadino, nonché con la produzione industriale del luogo. Un dato certo è che la produzione giornaliera media per abitante è in aumento, e nel 2006, in Italia si avvicinava a 1,5 kg al giorno.
Scopo finale delle norme nazionali e regionali in materia di rifiuti è di ridurre quanto più possibile la quantità di residuo non riciclabile da portare in discarica o da trattare con inceneritori o termovalorizzatori, e, contemporaneamente, recuperare, mediante il riciclaggio dei rifiuti, tutte le materie prime riutilizzabili, che divengono così fonte di ricchezza e non più di inquinamento.
Sono presenti nel territorio molte aziende che si occupano di progettazione, realizzazione e montaggio di cestini e bidoni per la raccolta differenziata.

### I colori dei cassonetti della raccolta differenziata
Fino a tempi recenti non è esistita una standardizzazione del colore per la raccolta differenziata, mentre nel 2013 è stata emessa la norma UNI 840:2013 che affronta il tema della codifica dei colori nei rifiuti. La norma specifica le dimensioni e i requisiti di progettazione dei contenitori per rifiuti e riciclo con capacità di 400, 1300 e 1700 L. Lo schema è questo:
|  | colore   | Tipo di rifiuto                                         | Tipo di trattamento      |
|  | -------- | ------------------------------------------------------- | ------------------------ |
|  | verde    | Vetro (o multimateriale con prevalenza vetro)           | Riciclabile              |
|  | blu      | Carta e cartone (o multimateriale con prevalenza carta) | Riciclabile              |
|  | giallo   | Plastica (o multimateriale con prevalenza plastica)     | Riciclabile              |
|  | marrone  | Rifiuti organici (parte umida)                          | Riciclabile              |
|  | turchese | Metalli (alluminio e acciaio)                           | Riciclabile              |
|  | grigio   | Secco indifferenziato                                   | Non riciclabile          |
|  | bordeaux | RAEE                                                    | Riciclabile              |
|  | beige    | Ogni altro rifiuto                                      | Parzialmente riciclabile |
|  | magenta  | Differenziate miste                                     | Parzialmente riciclabile |

Tuttavia, non tutti i comuni seguono lo schema di cui sopra, anche a causa della presenza di vecchi contenitori ancora in uso.

## Storia
Le prime notizie di raccolta differenziata risalgono al 3 maggio 1832, nel Regno delle due Sicilie fu emesso un decreto dal Re Ferdinando di Borbone che imponeva la seguente ordinanza:
(re Ferdinando II di Borbone, decreto del Regno delle due Sicilie del 3 maggio 1832)
A Parigi nel 1884 venne imposta la separazione dei rifiuti in tre tipologie (rifiuto organico, carta+stoffa e vetro+ceramica+conchiglie) mediante l'uso di contenitori igienici dotati di coperchio. Ancora oggi in lingua francese il termine poubelle viene utilizzato per indicare il bidone per i rifiuti, dal nome di Eugène Poubelle, l'amministratore parigino che per primo ne impose l'uso.
La raccolta differenziata fu imposta implicitamente a tutto il territorio della CEE dalla direttiva 75/442 del 1975 (oggi sostituita da direttive più recenti), la quale all'art. 3 imponeva di promuovere la riduzione dei rifiuti, il recupero e il riuso e all'art. 7 la "razionalizzazione" della raccolta, della cernita e del trattamento.
La raccolta differenziata in Italia venne promossa dal C.N.R.(Consiglio nazionale Ricerche) a seguito della prima crisi energetica del 1973. Venne infatti varato nel 1975 il P.F.E. Progetto Finalizzato Energetica, che incentivava recuperi energetici in vari settori (dall'eolico al geotermico). Venne promosso anche il recupero energetico dai rifiuti solidi, appunto attraverso le Raccolte Differenziate. Inizialmente dunque  con finalità di  risparmio energetico con il recupero di rifiuti selezionati, anziché l'uso di materie prime. Le prime raccolte organizzate da una istituzione (il servizio di igiene e nettezza urbana) vennero attivate a Padova (dall'Amniup locale azienda municipale di igiene urbana) nel 1976.
L'Amniup era affiancata dall'Università di Padova perché la città di Padova aveva già in esercizio fin dal 1962 un impianto d'incenerimento rifiuti con recupero calore e produzione di energia elettrica.
Il PFE perseguiva il fine del risparmio energetico con duplice modalità : l'incenerimento con recupero di calore e la raccolta differenziata di rifiuti come materie:  prime definite "prime seconde" (vetro, alluminio, carta, plastica, ecc.), in quanto il loro riutilizzo o reimpiego o riciclo consentiva di consumare meno energia rispetto all'uso di materie prime.
Un esempio: usare lattine di alluminio per rifare nuove lattine costa in termini di consumi energetici un quinto rispetto all'estrazione lavorazione della bauxite per produrre alluminio.
Analogamente il riciclo di rottame di vetro rispetto all'uso delle materie prime soda e sabbie.

## Tipi di rifiuti
I rifiuti separabili (differenziabili) differiscono da quelli non separabili (indifferenziato) per caratteristiche proprie di trattabilità/riciclabilità o meno.

### Organico

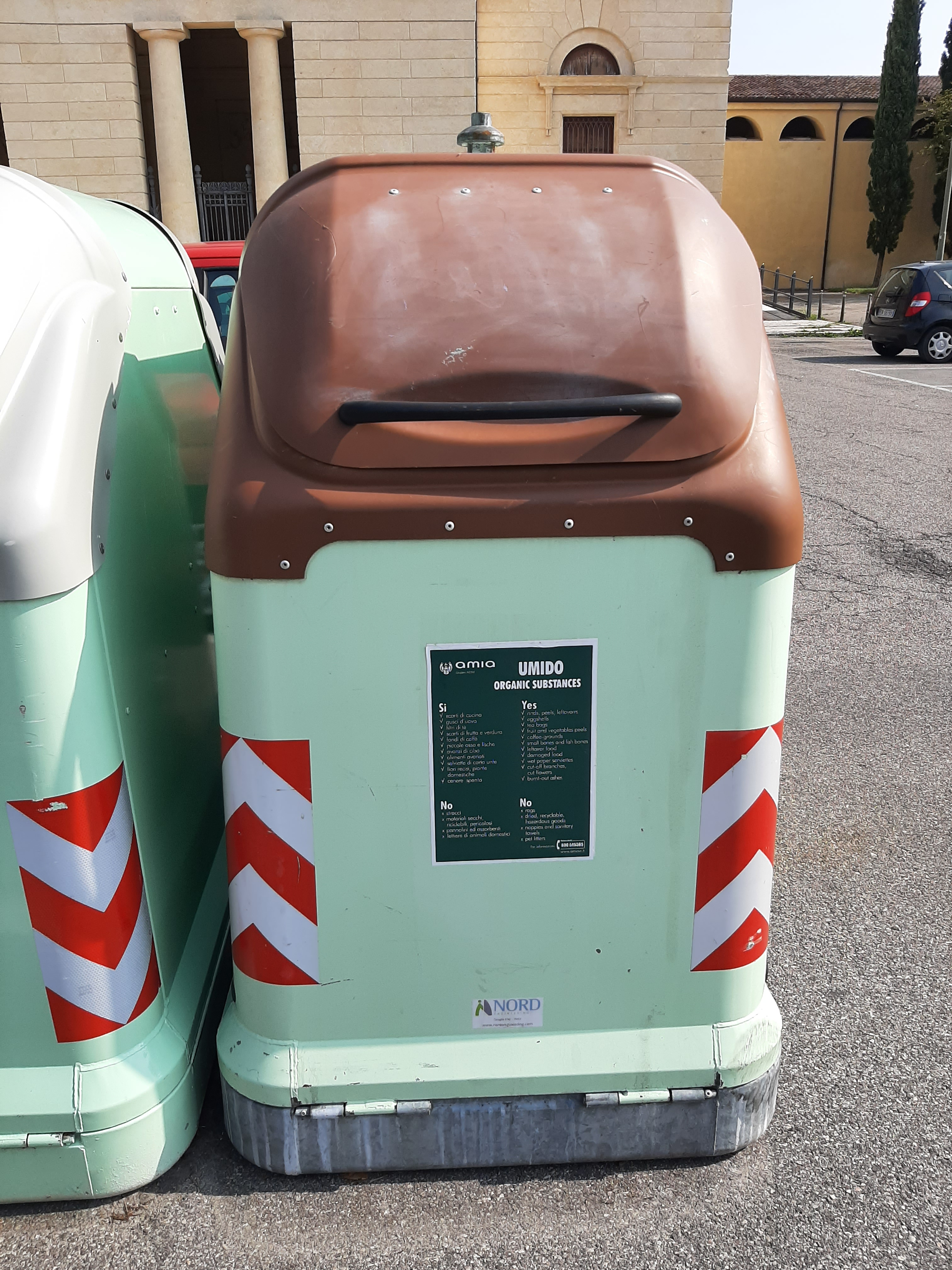
Cassonetto della raccolta differenziata per l'umido a Verona

I rifiuti organici, chiamati anche "umido", in discarica generano il cosiddetto biogas (metano) che talvolta è utilizzato come fonte energetica e il percolato cioè il liquame che si raccoglie sul fondo della discarica. Le discariche hanno il fondo creato con fogli di PVC termosaldato che incanala il percolato verso il fondo dove viene raccolto e portato ad impianti di depurazione. È per questo che la discarica deve essere sorvegliata fino a 20 anni dopo la chiusura. Gli impianti di compostaggio possono "pretrattare" il rifiuto prima di disporlo in discarica recuperando il metano ed evitando la formazione di percolato.
L'organico in molti comuni è gestito in casa dai cittadini, che lo riciclano in proprio attraverso il compostaggio domestico. In giardino con un contenitore apposito detto compostiera, anche autocostruito, si raccoglie la frazione organica di cucina e dell'orto/giardino che mediante un processo aerobico di decomposizione si trasforma in concime adatto ad essere riutilizzato direttamente nell'orto. Molti comuni riconoscono al cittadino compostatore uno sconto sulla tassa/tariffa dei rifiuti per la gestione in proprio di questa frazione.

### Carta

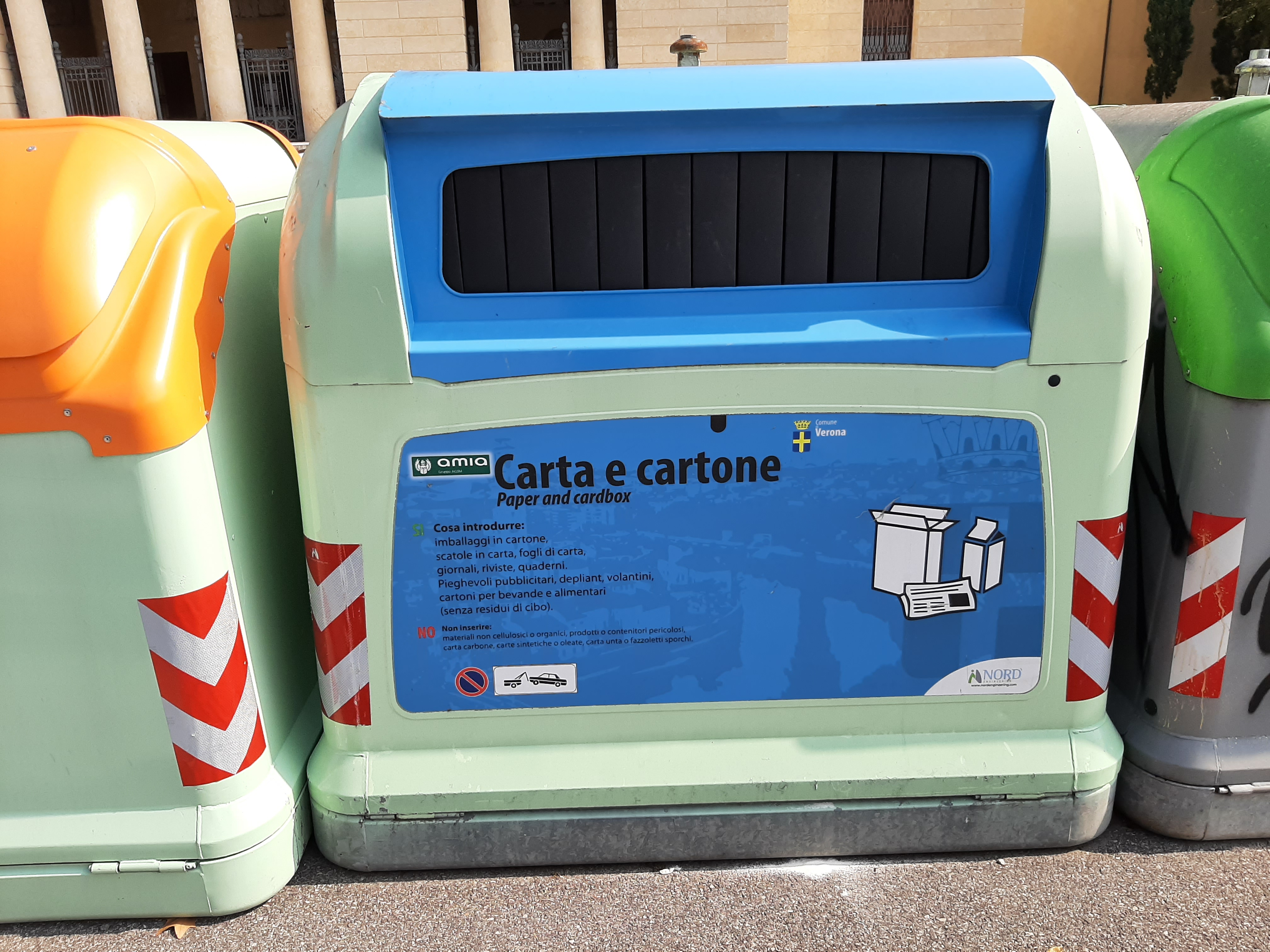
Cassonetto della raccolta differenziata per carta e cartone a Verona

La carta, che è fatta di cellulosa, può essere riciclata: la cellulosa si estrae dal legno e da altri vegetali, in questo caso viene ricavata dalla carta della raccolta differenziata e la si riutilizza per produrre la carta riciclata.
Nel riciclaggio della carta vi sono procedure per l'eliminazione dell'inchiostro (procedure possibilmente non inquinanti o a bassissimo impatto ambientale) che devono essere applicate.
Ai fini del riconoscimento esiste la marchiatura volontaria di riconoscimento del materiale prevalente da parte dei produttori. Nel caso della carta il simbolo che rappresenta tutti i contenitori a base carta (a partire dal 25%) è CA, che indica carta accoppiata ad altro materiale, ad esempio i prodotti della Tetra Pak, riciclabile utilizzando tecniche particolari.
La raccolta differenziata della carta è importante in un'ottica di risparmio delle risorse ambientali, in quanto, per fare una tonnellata di carta da cellulosa vergine occorrono ben 15 alberi, 440000 L d'acqua e 7600 kWh di energia elettrica

#### Tipi di carta non adatti alla raccolta
- tutti i materiali non cellulosici, i contenitori di prodotti pericolosi;
- carte sintetiche;
- ogni tipo di carta, cartone e cartoncino che sia stato sporcato, ad esempio carta oleata (quella che contiene affettati e formaggi), carta e cartone unti (anche le scatole della pizza) e tovaglioli, carta igienica, carta assorbente e fazzoletti di carta usati; questi ultimi possono finire nella raccolta differenziata della frazione organica;
- carte termiche (scontrini);
- carte speciali come la carta chimica dei fax, quella autocopiante, quella carbone e la carta vetrata.

### Vetro

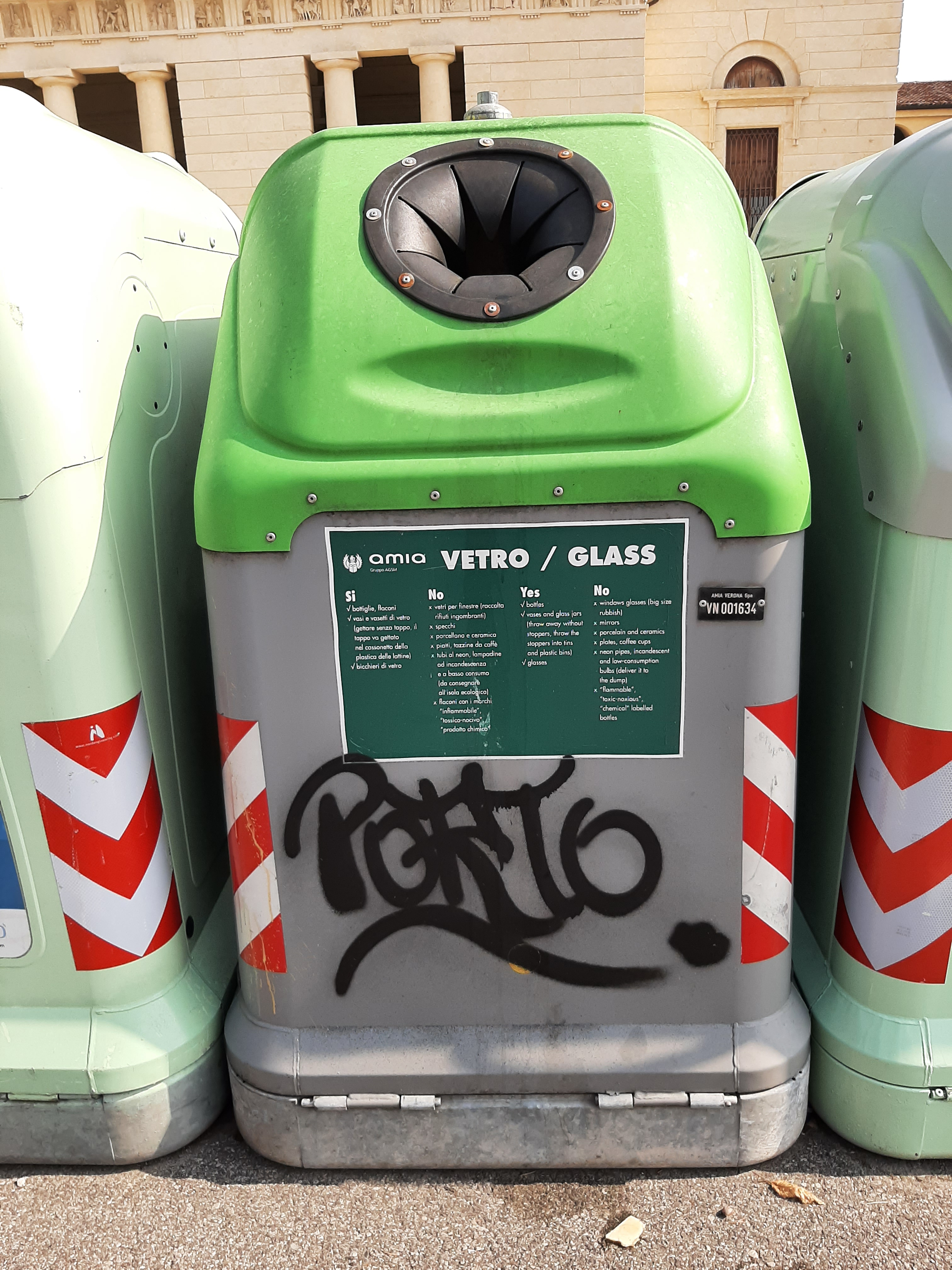
Cassonetto della raccolta differenziata per il vetro a Verona

Affinché il vetro raccolto possa essere riciclato in vetreria è necessario sottoporlo a un'operazione di selezione presso un impianto di trattamento specializzato. Il trattamento è composto di varie operazioni di cernita (manuale o meccanica), frantumazione, vagliatura. In particolare, vengono eliminati nell'ordine:
- corpi estranei di grosse dimensioni;
- frammenti di ceramica, porcellana, pietre, corpi metallici, plastica, ecc.;
- corpi magnetici (ferro e acciaio);
- corpi leggeri (carta, alluminio, legno, ecc.);
- corpi metallici non ferrosi (alluminio, piombo, rame):
- corpi opachi.

Ceramica, porcellana, terracotta, Pyrex, cristallo, specchi e lampadine non sono assolutamente riciclabili e vanno conferiti nei rifiuti indifferenziati onde evitare di contaminare il rottame di vetro da destinare al riciclo.

### Plastica

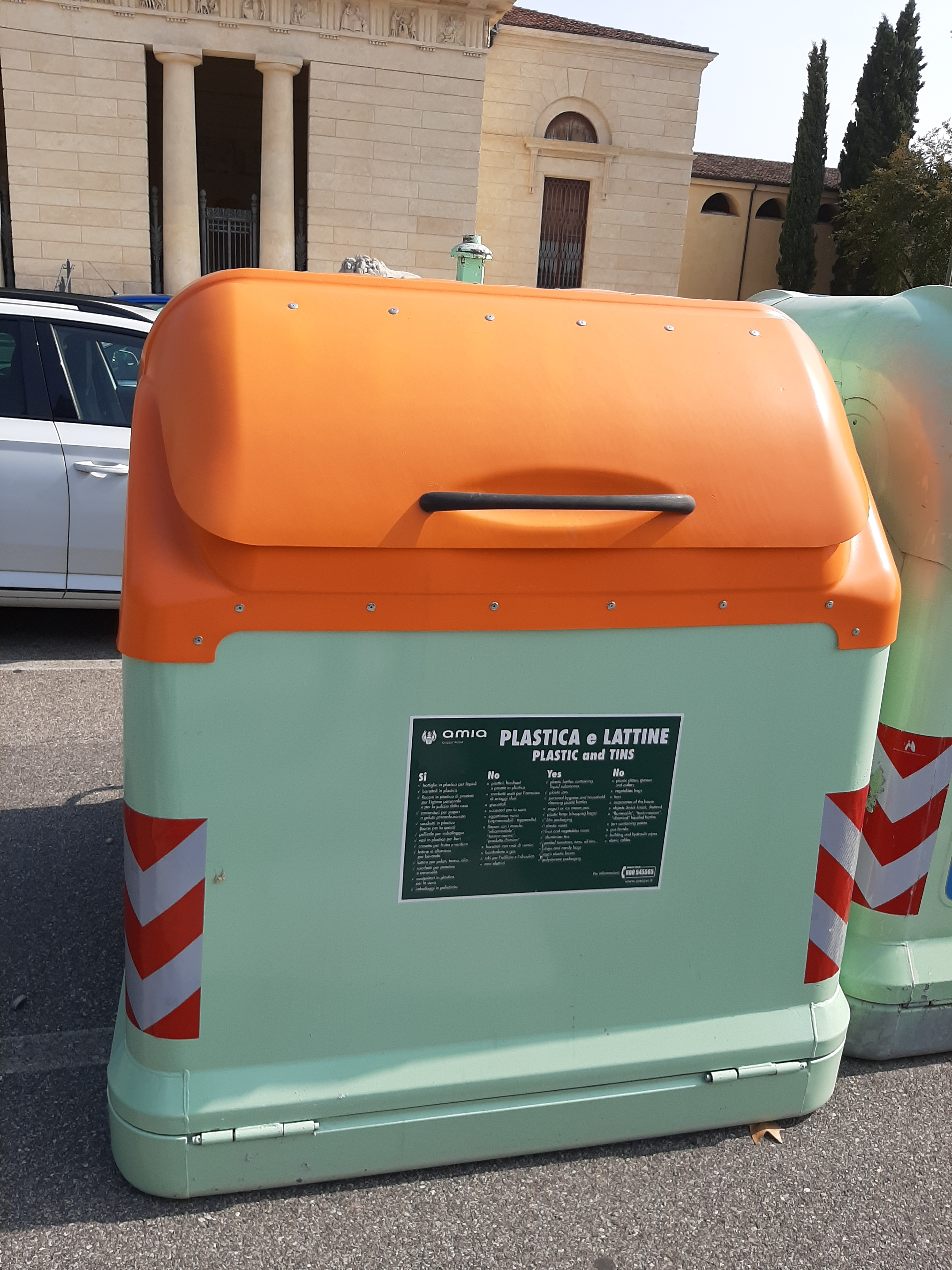
Cassonetto della raccolta differenziata per plastica e lattine a Verona

Anche per la raccolta differenziata della plastica bisogna seguire certe regole di base.
In Italia nel normale circuito di raccolta differenziata della plastica gestito da COREPLA possono essere introdotti solamente gli imballaggi. Tutti gli altri oggetti in plastica possono essere riciclati solo attraverso circuiti di raccolta differenti, consegnandoli presso le isole ecologiche comunali. Nel caso in cui questo genere di servizio non sia attivo piccoli oggetti in plastica non imballaggio devono essere conferiti nella frazione non riciclabile.
Dal 1º maggio 2012, anche piatti e bicchieri di plastica sono considerati imballaggi possono essere conferiti nella raccolta differenziata della plastica, ma rimangono escluse le posate (anche se dal 2022 piatti e posate devono essere obbligatoriamente compostabili e quindi non sono comunque riciclabili nella plastica). Da gennaio 2014 si possono conferire nella plastica anche le grucce appendiabiti, anche se hanno il gancio di metallo. I sacchetti delle patatine, dei surgelati e del caffè (poliaccoppiati plastica-alluminio) possono essere conferiti nella plastica anche se sono argentati.
Gli imballaggi in plastica conferibili nella differenziata possono riportare il simbolo caratteristico (tre frecce a formare un triangolo) con all'interno il numero SPI (Society of the Plastics Industry) identificativo del polimero specifico (PET 1, PEHD 2, PVC 3, PELD 4, PP 5, PS 6, OTHER 7).
Le plastiche più facilmente riciclabili e che trovano maggiore spazio sul mercato sono nell'ordine il PET, il PEHD, il PELD e il PP. Tutte le altre plastiche, dette plastiche eterogenee (plasmix), sono più difficili da riciclare e in Italia vengono riciclate solo in alcuni impianti più evoluti; spesso vengono avviate al recupero energetico.
Nella raccolta differenziata della plastica non deve essere introdotta la plastica compostabile, come ad esempio sacchetti della spesa o dell'ortofrutta, piatti, posate, alcuni tipi di bicchieri o imballaggi con l'indicazione di compostabilità. Questi vanno gettati nel contenitore dei rifiuti organici o, se non disponibile, in quello dell'indifferenziata.
È consigliabile schiacciare le bottiglie di plastica per ridurne il volume e poi richiuderle col tappo affinché restino piatte; tuttavia per facilitare la selezione dei diversi tipi di plastica è meglio appiattirle in orizzontale invece che in verticale.

### Alluminio
Gli imballaggi in alluminio, salvo casi molto particolari, vengono raccolti insieme ad altri tipi di materiali (p.es. vetro, plastica, acciaio), con modalità che variano da comune a comune.
Gli imballaggi più comuni che circolano in casa e in cui l'alluminio è quasi sempre presente sono: lattine per bevande, bombolette aerosol, scatolette e vaschette per alimenti, tubetti flessibili come i tubetti della maionese. A questi vanno aggiunti il cosiddetto "foglio sottile" (per esempio i fogli d'alluminio in rotoli) e i tappi o similari con chiusura a vite. Gli imballaggi in alluminio sono identificati dal simbolo alu oppure AL. In caso di dubbio, il modo più semplice per accertarsi della natura di un oggetto in metallo è l'uso d'una calamita: l'alluminio è totalmente amagnetico.

### Acciaio
Anche gli imballaggi in acciaio, come alcune lattine, scatolette, bombolette aerosol, tappi a corona e coperchi di barattoli in vetro sono riciclabili e vengono generalmente raccolti insieme ad altri materiali. Sono distinguibili per le sigle 'ACC' o 'FE' e inoltre vengono attratti dalla calamita.
I metalli presenti nei beni durevoli dismessi, generalmente raccolti nei centri di raccolta comunali o mediante servizi di ritiro a domicilio, sono anch'essi riciclabili.

## Modalità di raccolta differenziata

### Raccolta stradale

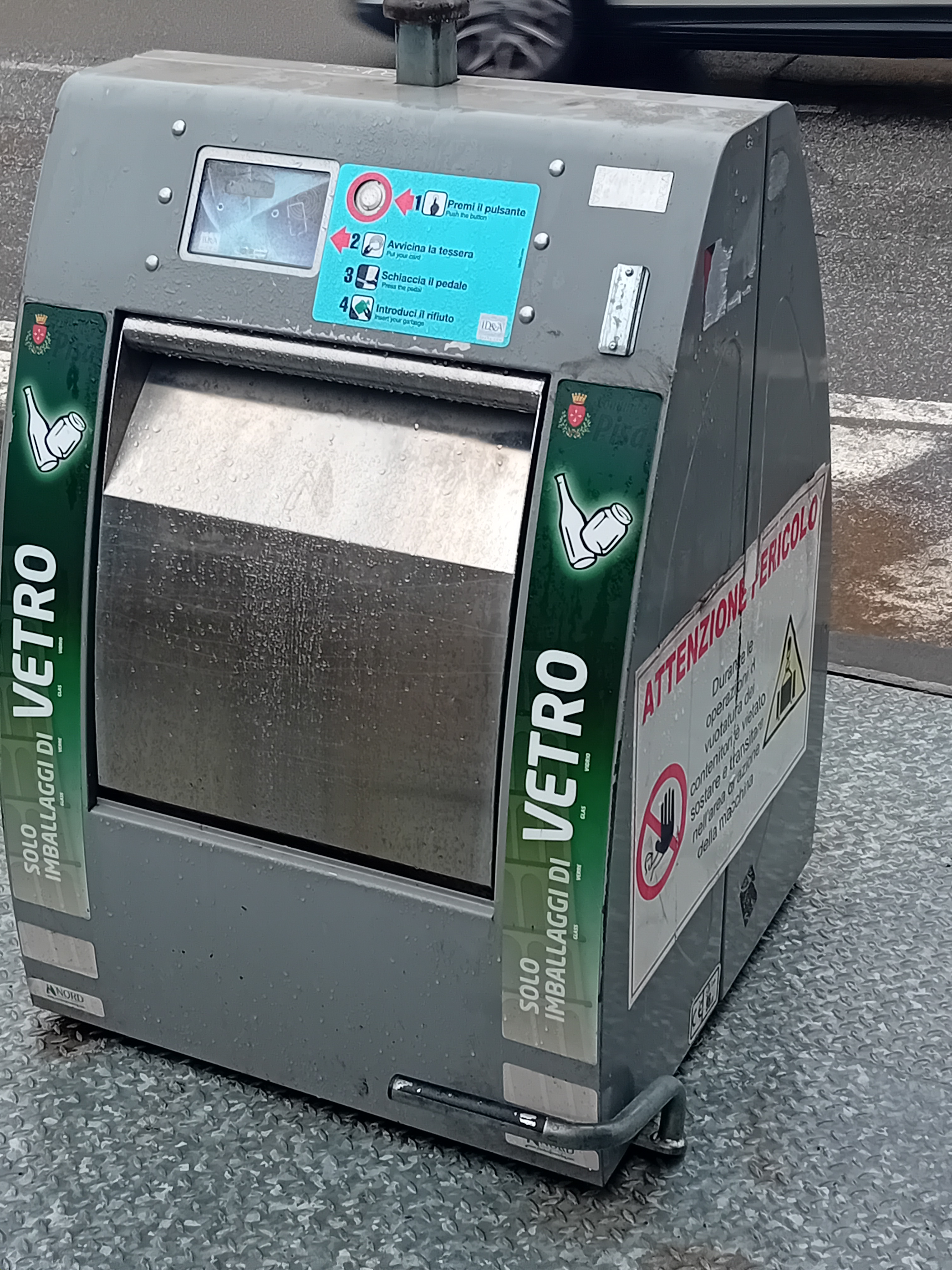
Campana del vetro in Italia nel 2025

Quando la raccolta differenziata viene condotta in strada, i cittadini devono mettere i loro rifiuti in contenitori presenti in aree pubbliche.
Differenziando i rifiuti sono necessari anche diversi tipi di contenitori. Un contenitore utilizzato comunemente è la campana la cui forma ricorda proprio la classica campana di bronzo dei campanili delle chiese. È destinato solitamente alla raccolta di vetro, lattine o plastica (o di una combinazione di questi materiali). A differenza del cassonetto, che deve essere ribaltato per lo svuotamento, la campana viene svuotata dal basso, sollevandola e aprendo la base inferiore con un comando meccanico situato accanto al gancio di sollevamento.
Alcuni modelli di cassoni hanno la chiave fornita dal gestore per aprire gli sportelli, altri modelli definiti smart (intelligenti) sono dotati di lettore di card (anch'essa rilasciata dal gestore). La presenza del dispositivo se collegato anche a una banca dati consente oltre il riconoscimento dell'utente, come sempre avviene a ogni conferimento, anche la volumetria, la quantità e la diversa tipologia dei rifiuti. Questo serve per la definizione della TARI da pagare.

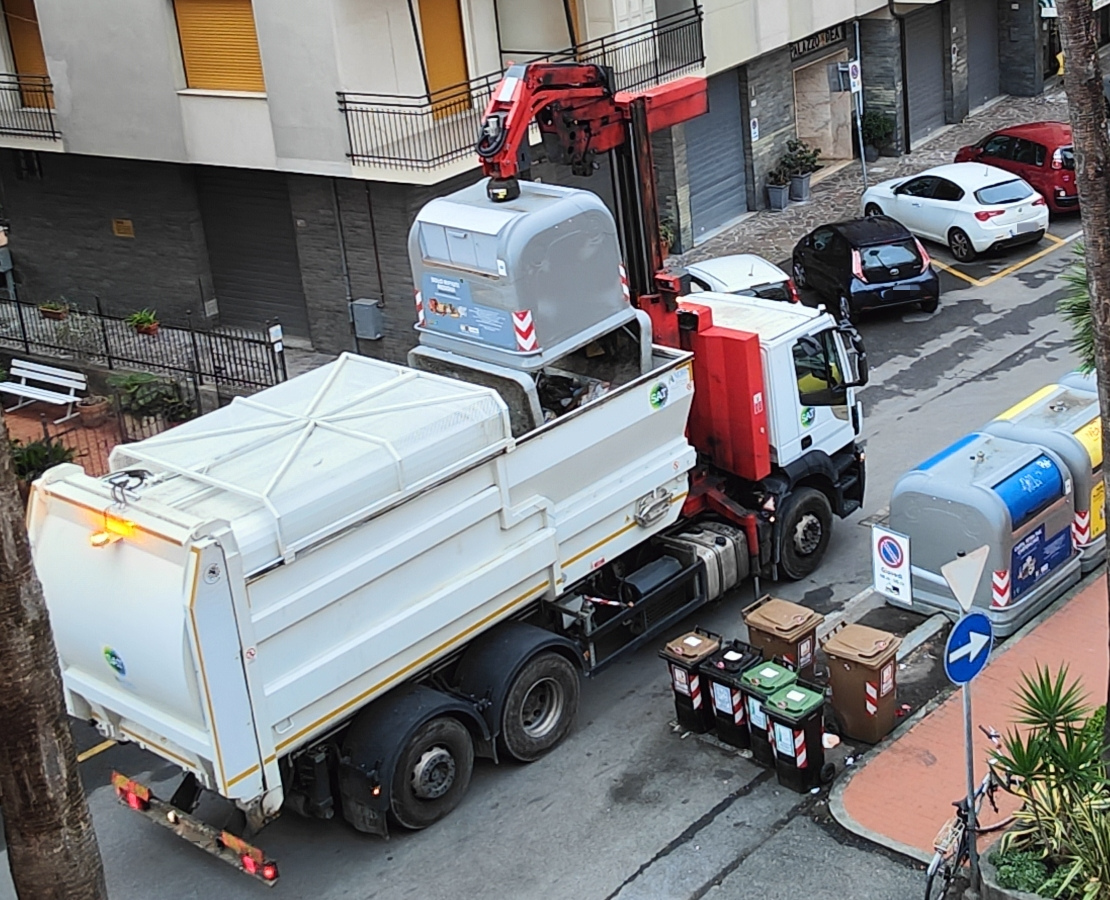
Camion munito di gru e di sottostanti martinetti stabilizzatori in un Comune italiano mentre solleva un cassone. L'operatore alla guida di questo mezzo non ha neppure bisogno di scendere in quanto tutte le fasi sono automatizzate

Ovviamente, anche i cassonetti, eventualmente modificati, possono servire alla raccolta differenziata in cui si raccoglie l'immondizia.
L'uso di campane o cassonetti con coperchio forato non apribile è utile per prevenire il conferimento dei rifiuti riciclabili all'interno di sacchetti (problematici nel caso del riciclo del vetro) o di rifiuti ingombranti.
In alcune città, per ragioni di spazio e di estetica, sono stati installati cassonetti interrati, in cui i rifiuti vengono depositati attraverso una botola presente a livello della strada.

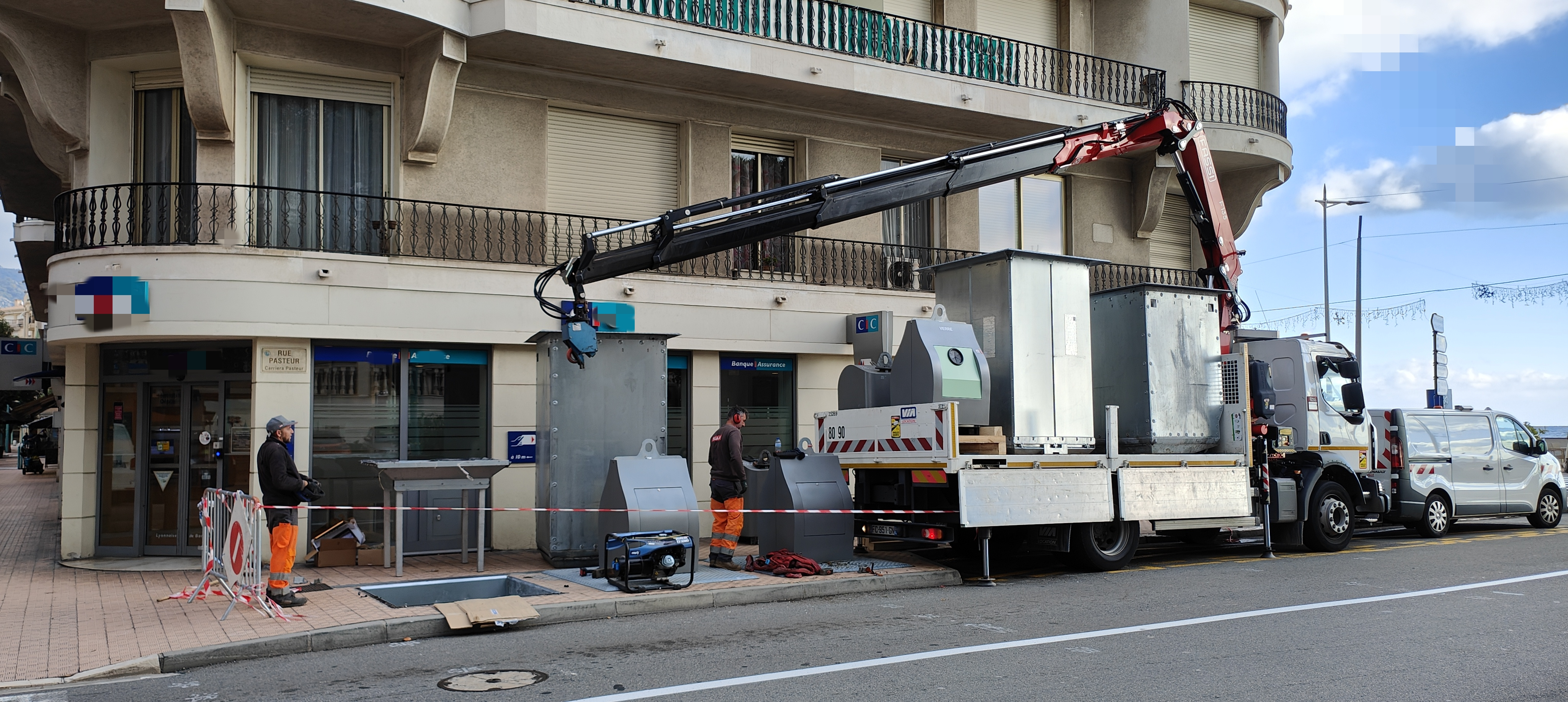
Installazione di moderni contenitori metallici interrati per la raccolta differenziata in un'isola ecologica (Mentone)

Questo metodo presenta alcuni vantaggi, tra cui la possibilità per l'utente di conferire i propri rifiuti in qualsiasi momento e minori costi di raccolta, dato che i camion devono prelevare i rifiuti solo dai cassonetti collocati in determinati luoghi e non da ogni singola abitazione, condominio o attività. Tuttavia, ha lo svantaggio di ridurre la percentuale di raccolta differenziata nonché la qualità del materiale raccolto in modo differenziato, in quanto il corretto conferimento dei rifiuti è subordinato al senso civico dei cittadini, non essendo possibile sanzionare eventuali conferimenti erronei, essendo i contenitori stradali utilizzabili da chiunque e non nominativi.

### Raccolta porta a porta
Nella raccolta differenziata porta a porta, non sono i cittadini a portare i rifiuti nei cassonetti, ma sono gli incaricati del servizio che passano a domicilio a ritirarli. Per facilitare le operazioni vengono spesso forniti alle famiglie sacchi in plastica, bioplastica o carta oppure cestini o bidoni.
Questo metodo permette un controllo della correttezza con cui la singola utenza effettua la raccolta differenziata, e quindi l'erogazione di sanzioni in caso di conferimenti erronei. Di conseguenza, permette di raggiungere percentuali di raccolta differenziata più elevate rispetto al sistema dei contenitori stradali. D'altra parte, comporta maggiori costi di raccolta (anche se compensati dai minori costi di smaltimento dell'indifferenziata) e difficoltà organizzative per gli utenti, che devono esporre i propri rifiuti fuori casa in giorni e orari prestabiliti.

### Utilizzo di cassonetti privati
Un sistema intermedio tra l'uso dei cassonetti stradali e la raccolta porta a porta è l'utilizzo di cassonetti collocati in luoghi pubblici o di pertinenza condominiale, ma apribili solo con l'uso di una chiave o di una tessera magnetica che viene rilasciata a un numero ristretto di residenti (ad esempio i residenti di un complesso condominiale o di una via).

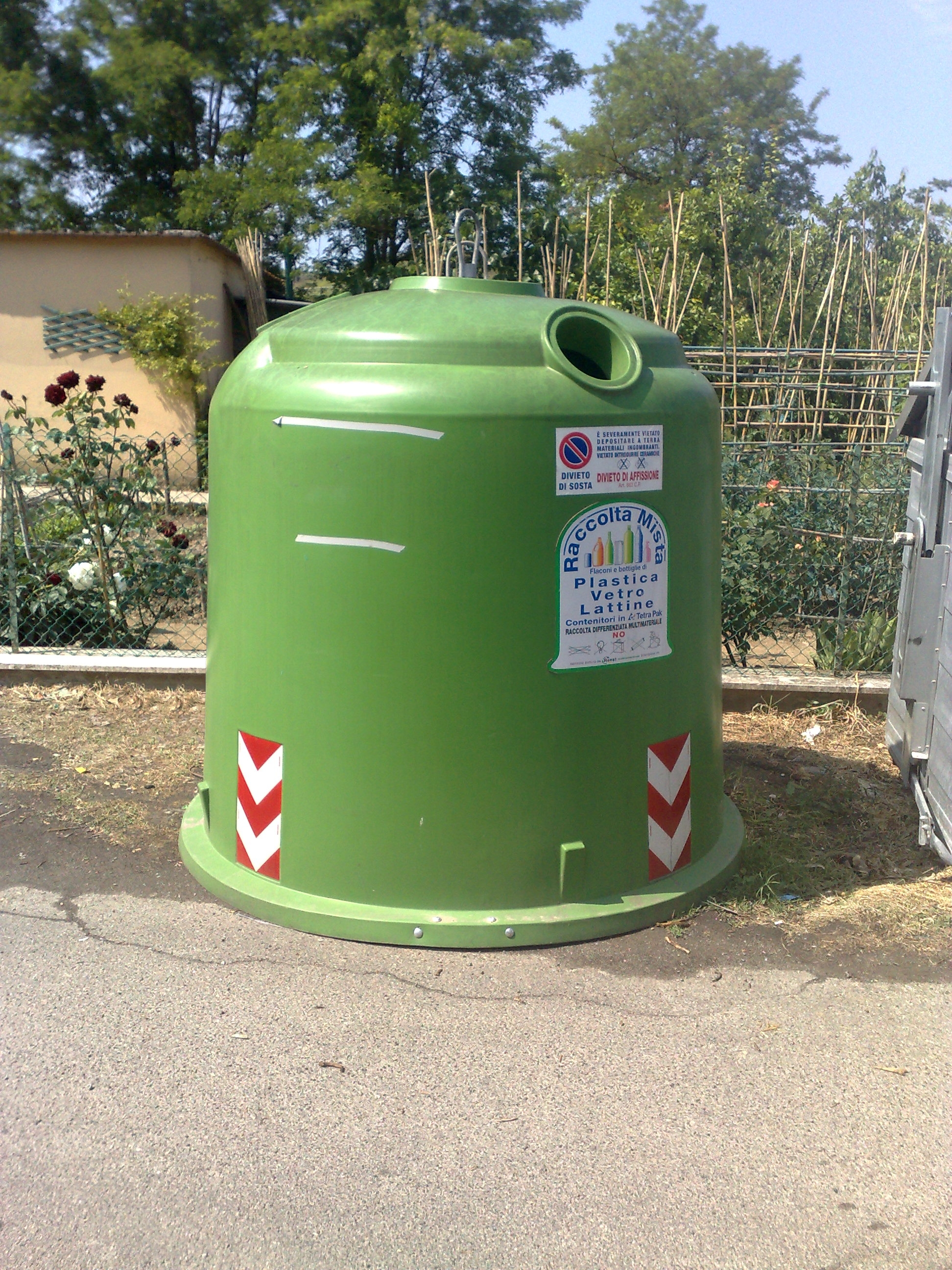
Campana per la raccolta differenziata multimateriale

### Raccolta multimateriale
La raccolta differenziata presuppone che in uno stesso contenitore o sacco vengano inseriti rifiuti omogenei (solo carta o solo plastica o solo vetro e così via). Tuttavia, per comodità degli utenti, è possibile abbinare prodotti facilmente separabili a valle (raccolta multimateriale): per esempio, vetro, plastica e metallo.

### Incentivi al riciclaggio
In molti dei Comuni che primeggiano nella raccolta differenziata viene applicato un incentivo diretto alla selezione. In pratica viene applicato il principio "più inquini più paghi". Per contro più ricicli più risparmi. Per applicare una misura precisa di quanto il cittadino sia bravo, il comune vende (talvolta con distributori automatici) gli unici sacchetti abilitati allo smaltimento dei rifiuti non riciclabili al costo del sacchetto più il costo dei rifiuti che questo contiene. Quindi se un cittadino differenzia bene i suoi rifiuti dovrà acquistare meno sacchi. Nel Comune di Terni, in Umbria, si utilizza la banda magnetica del tesserino del servizio sanitario nazionale per identificare il cittadino durante l'uso del distributore automatico di sacchi. In molti comuni vengono sanzionati i cittadini che espongono rifiuti non conformi nella raccolta porta a porta.

### In Italia

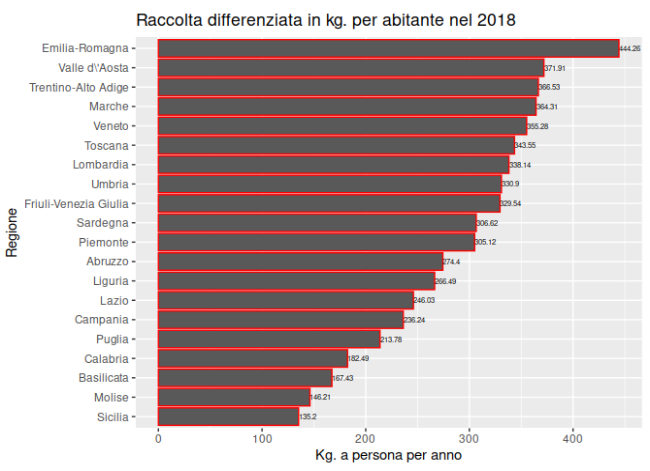
Raccolta differenziata procapite in Italia (fonte: ISPRA).